# Tommaso Valentinetti
Tommaso Valentinetti (Ortona, 11 agosto 1952) è un arcivescovo cattolico italiano, dal 4 novembre 2005 arcivescovo metropolita di Pescara-Penne.

## Biografia
Nasce ad Ortona, in provincia di Chieti ed arcidiocesi di Lanciano-Ortona, l'11 agosto 1952.

### Formazione e ministero sacerdotale
Dopo aver compiuto gli studi classici, ha studiato nel Pontificio seminario regionale "S. Pio X" di Chieti e dall'ottobre del 1973 nell'Almo collegio Capranica di Roma dove ha frequentato la facoltà di teologia della Pontificia Università Gregoriana.
Il 25 giugno 1977 è ordinato presbitero per la diocesi di Ortona, sua diocesi di origine, all'età di 24 anni. Dopo l'ordinazione viene inviato a proseguire gli studi presso il Pontificio Istituto Biblico di Gerusalemme, dove consegue la licenza in Sacra Scrittura.
Dal 1979 al 1980 è parroco della parrocchia di Maria SS. Immacolata, poi dal 1980 al 1981 presta servizio nella parrocchia di Cristo Re, presso la zona rurale di Ortona, sempre come parroco. Tra il 1981 e il 1996 guida la parrocchia di San Giuseppe. Dal 1996 al 2000 è parroco di San Gabriele.
Durante gli anni del ministero nelle parrocchie dell'arcidiocesi, svolge anche alcuni incarichi di curia, come quello di vicario episcopale per le attività pastorali e in seguito quello di vicario generale. Inoltre, dal 1995 al 2001 è docente di Sacra Scrittura presso il Pontificio Seminario Regionale di Chieti.

### Ministero episcopale

#### Vescovo di Termoli-Larino
Il 25 marzo 2000 papa Giovanni Paolo II lo nomina vescovo di Termoli-Larino; succede a Domenico Umberto D'Ambrosio, nominato arcivescovo metropolita di Foggia-Bovino. Riceve l'ordinazione episcopale il 20 maggio successivo, all'età di 47 anni, da Camillo Ruini, vicario generale per la diocesi di Roma, coconsacranti gli arcivescovi Enzio d'Antonio, ordinario dell'arcidiocesi di Lanciano-Ortona, e Armando Dini, arcivescovo metropolita di Campobasso-Boiano. In questa occasione sceglie il suo motto episcopale: "In verbo Domini" (Nella parola di Dio).

#### Arcivescovo di Pescara-Penne
Il 4 novembre 2005 papa Benedetto XVI lo nomina arcivescovo metropolita di Pescara-Penne; succede a Francesco Cuccarese, dimessosi per raggiunti limiti d'età. Prende possesso dell'arcidiocesi il 19 dicembre.
Nel novembre 2006 compie la sua prima visita ad limina a papa Benedetto XVI.
Nel settembre 2002 durante una riunione del Consiglio Permanente della Conferenza Episcopale Italiana viene nominato presidente di Pax Christi Italia (Movimento cattolico internazionale per la pace), incarico che gli sarà rinnovato per un secondo mandato fino al novembre 2009. In ambito della Conferenza Episcopale Italiana nel 2005 è nominato membro della Commissione episcopale per i problemi sociali e il lavoro, la giustizia e la pace. Vicepresidente della Conferenza episcopale dell'Abruzzo-Molise, dal 4 gennaio 2011 al 18 gennaio 2016 è presidente della stessa. Attualmente è delegato della stessa conferenza per la pastorale della salute, le migrazioni e la carità.
Nel gennaio 2020, in occasione degli scandali legati all'amministrazione dell'arcidiocesi, papa Francesco nomina l'arcivescovo metropolita di Gorizia e presidente di Caritas Italiana, Carlo Roberto Maria Redaelli, visitatore apostolico dell'arcidiocesi di Pescara-Penne per effettuare delle verifiche nel territorio che è stato al centro della controversa vicenda riguardante la gestione della fondazione Paolo VI sebbene l'arcivescovo stesso qualche mese prima avesse dichiarato la stabilità economica della fondazione. Il 31 gennaio successivo il visitatore ha concluso il suo mandato e ha lasciato l'arcidiocesi, senza riscontrare nessun tipo di malagestione.
Nel gennaio 2013 e nell'aprile 2024 compie la visita ad limina con gli altri vescovi della regione ecclesiastica.

## Curiosità
- L'arcivescovo è il protagonista del libro-intervista Tre donne e un vescovo di Fabio Zavattaro, nel quale dialoga con tre donne: una pastora della Chiesa evangelica valdese, la presidente della Comunità ebraica di Roma e la segretaria della Comunità Islamica Italiana.
- Nel 2010 l'arcidiocesi ha attivato quattro punti doccia, realizzati dalla Caritas in collaborazione con il sindaco di Pescara, Luigi Albore Mascia, per i senza fissa dimora, affinché essi potessero curare meglio la propria igiene personale e usufruire della lavanderia per il vestiario. Il 23 ottobre dello stesso anno ha presentato il notiziario online dell'arcidiocesi con l'intento di seguire le notizie del mondo ma anche del territorio che riguardano il sociale, l'arte e la cronaca.
- Nel febbraio 2011 a Pescara ha incontrato i fedeli separati, divorziati e risposati, che spesso sono emarginati nelle parrocchie. L'arcidiocesi ha offerto loro un percorso di fede, un cammino di accompagnamento spirituale, guidato dall'ufficio per la pastorale familiare, con il fine di non escludere questa categoria dalla vita attiva della Chiesa. L'arcivescovo ha inoltre promosso un percorso per le coppie in crisi.
- Nel 2012, nel pieno dell'emergenza dragaggio a Pescara, ha espresso la sua vicinanza ai pescatori e agli amministratori per il malessere socioeconomico che essi stavano vivendo e il desiderio che ci fosse un impegno da parte di tutta la comunità cittadina.
- Nel 2017 si è unito all'appello del presidente di Pax Christi Italia e arcivescovo-vescovo di Altamura-Gravina-Acquaviva delle Fonti, Giovanni Ricchiuti, definendo irrispettosa la proclamazione di papa Giovanni XXIII come patrono delle Forze armate poiché il santo in vita denunciò ogni tipo di guerra e invocò il disarmo.

## Genealogia episcopale
La genealogia episcopale è:
- Cardinale Scipione Rebiba
- Cardinale Giulio Antonio Santori
- Cardinale Girolamo Bernerio, O.P.
- Arcivescovo Galeazzo Sanvitale
- Cardinale Ludovico Ludovisi
- Cardinale Luigi Caetani
- Cardinale Ulderico Carpegna
- Cardinale Paluzzo Paluzzi Altieri degli Albertoni
- Papa Benedetto XIII
- Papa Benedetto XIV
- Papa Clemente XIII
- Cardinale Bernardino Giraud
- Cardinale Alessandro Mattei
- Cardinale Pietro Francesco Galleffi
- Cardinale Giacomo Filippo Fransoni
- Cardinale Carlo Sacconi
- Cardinale Edward Henry Howard
- Cardinale Mariano Rampolla del Tindaro
- Cardinale Gennaro Granito Pignatelli di Belmonte
- Cardinale Pietro Boetto, S.I.
- Cardinale Giuseppe Siri
- Cardinale Giacomo Lercaro
- Vescovo Gilberto Baroni
- Cardinale Camillo Ruini
- Arcivescovo Tommaso Valentinetti